# Vă place Brahms? (film)
Vă place Brahms? (în engleză Goodbye Again) este un film romantic franco-american din 1961, regizat de Anatole Litvak. El a fost realizat după un scenariu de Samuel A. Taylor, bazat pe romanul Vă place Brahms? de Françoise Sagan. Imaginea a fost filmată de operatorul Armand Thirard, iar coloana sonoră a fost realizată de Georges Auric după compozițiile lui Brahms. Filmul a fost produs de Litvak pentru companiile Argus Film și Mercury Productions și distribuit de United Artists.
În film au interpretat Ingrid Bergman, Anthony Perkins și Yves Montand; în roluri secundare apar Jessie Royce Landis, Jocelyn Lane, Jean Clarke, Pierre Dux, Michèle Mercier, Diahann Carroll, Uta Taeger, Peter Bull și Alison Leggatt, alături de aparițiile netrecute în distribuție a lui  Yul Brynner, Jean-Pierre Cassel, Sacha Distel și Françoise Sagan. De asemenea, mașina condusă de Montand în film este marca Facel Vega HK500 coupé.

## Subiect
Paula Tessier este o frumoasă decoratoare în vârstă de 40 ani, care și-a petrecut ultimii cinci ani cu Roger Demarest, un om de afaceri de vârsta sa. Acesta din urmă refuză să se căsătorească, dorind să-și păstreze libertatea, și continuă să aibă aventuri galante în același timp și cu alte femei. Când Paula îl întâlnește pe Philip Van Der Besh, fiul de 25 ani al unei cliente americane bogate, el se îndrăgostește de ea și insistă că diferența de vârstă nu are importanță pentru el. Paula rezistă la avansurile tânărului, dar cedează în cele din urmă atunci când Roger începe o altă relație cu una din tinerele sale "Maisie". În timp ce ea este fericită cu Philip, prietenii și asociații de afaceri ai ei dezaprobă relația dintre cei doi ca urmare a diferenței de vârstă. În cele din urmă, când Roger o cere în căsătorie, Paula acceptă și pune capăt relației sale cu Philip. Devotată în întregime soțului ei, ea observă cum Roger devine după nuntă din nou infidel.

## Distribuție
- Ingrid Bergman - Paula Tessier
- Yves Montand - Roger Demarest

Afișul original al filmului

- Anthony Perkins - Philip Van Der Besh
- Jessie Royce Landis - doamna Van Der Besh
- Jocelyn Lane - Maisie I
- Pierre Dux - Maitre Fleury
- Jean Clarke - Maisie II
- Uta Taeger - Gaby
- André Randall - dl. Steiner
- David Horne - avocatul britanic
- Lee Patrick - doamna Fleury
- Annie Duperoux - Madeline Fleury
- Raymond Gerome - Jimmy
- Jean Hebey - domnul Cherel
- Michel Garland - tânărul din club
- Colin Mann - avocatul asistent
- Diahann Carroll - cântăreața
- Michèle Mercier - Maisie III
- Peter Bull - clientul
- Alison Leggatt - Alice
- Jean-Pierre Cassel – un dansator (nemenționat)

## Muzica
Motivele muzicale ale lui Johannes Brahms sunt aria a IV-a din Simfonia nr. 1 în C minor, Op. 68 și aria a III-a din Simfonia nr. 3 în F major, Op. 90. 

## Premii și nominalizări
Anthony Perkins a câștigat Premiul de interpretare masculină la Festivalul de Film de la Cannes din 1961, iar Anatole Litvak a fost nominalizat la Palme d'Or.

## Aprecieri critice
- Compte rendu de Hollywood a pus degetul pe slăbiciunea fundamentală a filmului[2]: „În rolul unei femei mature împărțită între un amant infidel (Yves Montand) și un băiat instabil și însetat de amor (Tony Perkins), Bergman este la fel de frumoasă ca niciodată — și în mod paradoxal, acesta este marele defect al filmului. La 46 de ani, ea este încă prea strălucitoare, prea dinamică, prea echilibrată pentru a fi convingătoare în rolul unei femei îmbătrânite.”
- La sosirea lui Ingrid Bergman la San Francisco [2]: „Îmi amintesc că mergeam la San Francisco. […] Nu trecusem încă de vamă când ziariștii care mă așteptau au atacat: « De ce ați făcut acest film oribil? »
Eu am întrebat: « Care film oribil?
— Vă place  Brahms?, desigur! »
Eu am explicat: « Este adaptarea unui roman de Françoise Sagan, și la Paris are un mare succes.
— Dar, acesta e un film teribil, groaznic.
— De ce este groaznic?
— Vă împărțiți viața cu un om cu care nu sunteți căsătorită și v-ați luat un amant suficient de tânăr pentru a vă fi copil. Ce rușine! Și apoi, vă întoarceți la tipul cu care locuiați, care v-a înșelat în toți acești ani și care este gata să-și reînceapă aventurile. Dar ce este acest gen de film? »
Iată cum au reacționat ziariștii din San Francisco cunoscuți pentru cinismul și duritatea lor! De fapt, ele reflectă opinia americană, iar în Statele Unite ale Americii filmul nu a avut nici un succes.”

## Literatură
- Sagan, Françoise, Vă place Brahms?, tradus de Cella Serghi, Catinca Ralea, București, 1971: Editura Univers, Colecția Meridiane, 119 pag.;